# Odell (Illinois)
Odell és una població dels Estats Units a l'estat d'Illinois. Segons el cens del 2000 tenia 1.014 habitants.

## Demografia
Segons el cens del 2000, Odell tenia 1.014 habitants, 408 habitatges, i 283 famílies. La densitat de població era de 349,6 habitants/km².
Dels 408 habitatges en un 34,3% hi vivien nens de menys de 18 anys, en un 54,4% hi vivien parelles casades, en un 11,5% dones solteres, i en un 30,4% no eren unitats familiars. En el 28,2% dels habitatges hi vivien persones soles el 10,3% de les quals corresponia a persones de 65 anys o més que vivien soles. El nombre mitjà de persones vivint en cada habitatge era de 2,49 i el nombre mitjà de persones que vivien en cada família era de 3,04.
Per edats la població es repartia de la següent manera: un 29,8% tenia menys de 18 anys, un 5% entre 18 i 24, un 28,1% entre 25 i 44, un 23,4% de 45 a 60 i un 13,7% 65 anys o més.
L'edat mediana era de 37 anys. Per cada 100 dones de 18 o més anys hi havia 95,1 homes.
La renda mediana per habitatge era de 41.346 $ i la renda mediana per família de 51.250 $. Els homes tenien una renda mediana de 37.614 $ mentre que les dones 25.536 $. La renda per capita de la població era de 18.538 $. Aproximadament el 7,7% de les famílies i el 8,9% de la població estaven per davall del llindar de pobresa.

## Poblacions més properes
El següent diagrama mostra les poblacions més properes.